# Alex Saviuk
Alex Saviuk (17 d'agost de 1953) és un dibuixant de còmics estatunidenc conegut principalment pel seu treball per a Marvel Comics amb el personatge Spiderman.

## Biografia
Saviuk es va graduar en la Floral Park Memorial High School en 1970. Va assistir a l'Escola d'Arts Visuals, on va estudiar amb (entre altres) Will Eisner, es va graduar el 1974 amb una llicenciatura en il·lustració. La carrera professional de Saviuk va començar el 1977 a DC Comics, on va il·lustrar-hi títols com Green Lantern, The Flash i Superman. En la dècada de 1980, Saviuk va ser un artista d'aparició regular als artistes convidats de reserva d'Action Comics, on s'assenyalà a les gestes de personatges com l'Atom, Air-Wave, i Aquaman.
En 1986, Saviuk es va canviar a Marvel Comics, on finalment es va establir com un artista clau de Spider-Man amb una carrera de set anys amb Web of Spider-Man (números #35-116). From 1994–1996, Saviuk va treballar en la sèrie de còmics Spider-Man Adventures (després anomenades The Adventures of Spider-Man).